# Spore Galactic Edition
Spore Galactic Edition er en samling til computerspillet Spore.

## Nyt indhold
- Spillet spore (til pc/mac)
- "The Making of Spore" DVD.En bag kulisserne dokumentarfilm af skabelsen af spore
- “How to Build a Better Being” DVD. En 50-minutters evolutionsdokumentar af National Geographic Channel om Will Wright og Spore (ikke med i den asiatiske/stillehavs/brasilianske version af samlingen bortset fra japan)
- "The Art of Spore".En 128 siders bog med bl.a historier fra maxis designerne bag spillet.
- En 100 siders galaktisk håndbog til spillet.
- En spore plakat
- En alt i en samleobjekt spore hård plastik boks

## Pris
Det kostede oprindeligt 80 dollars men pga. det lave salgstal blev dens pris reduceret til at være på niveau med det normale spore spil i usa (40 dollars eller her i landet ca. 200 kr.)